# Video scaler
Skaler wideo (ang. video scaler) – urządzenie służące konwertowaniu sygnału wideo z określonej wielkości lub rozdzielczości do innej, najczęściej wyższej: zazwyczaj jest określane jako upscaling lub upconverting sygnału wideo z niskiej rozdzielczości (np. SD) do wyższej (np. HD lub UHD).
Skalery wideo najczęściej montowane są w:
- monitorach,
- telewizorach,
- urządzeniach konwertujących,
- urządzeniach nadawczych/edytujących,
- innych urządzeniach audio-wizualnych.

Mogą one również występować w postaci oddzielnego urządzenia – profesjonalne – często zapewniając możliwości edycji parametrów nadawczych. Tego typu jednostki można spotkać jako część kina domowego lub systemu projektorów. W przypadku systemów kina domowego skalery mogą konwertować standardowy sygnał z płyty DVD lub gry wideo do parametrów High Definition, uzyskując najlepszy możliwy obraz.
Skalery wideo są najczęściej urządzeniami cyfrowymi, jednakże łączone są z konwerterami analogowo-cyfrowymi (ADC) i cyfrowo-analogowymi (DAC), aby obsługiwać analogowe wyjścia i wejścia sygnałowe.

## Skalowanie sygnału i dopasowanie do wyświetlacza
Jest to konwersja natywnej rozdzielczości urządzenia do  NTSC, PAL, SECAM, ATSC i VESA.

## Artefakty obrazu/błędy związane ze skalowaniem
- banding – pasmowanie, posteryzacja
- scaler ringing
- double scaling – podwójne skalowanie

## Procesor wideo
Skalery wideo współpracują z innymi urządzeniami przetwarzającymi obraz, takimi jak procesor wideo (ang. video procesor), aby wzmocnić sygnał i uwydatnić przetwarzany obraz. Tego typu urządzenia mają zazwyczaj regulację następujących parametrów:
- deinterlacing – usuwanie przeplotu,
- aspect ratio control – kontrola współczynnika proporcji obrazu,
- zoom cyfrowy i pan scan,
- regulacje wartości: jasność/kontrast/odcień/saturacja/ostrość/gamma,
- inverse-telecine i frame rate conversion – konwersja częstotliwości wyświetlania klatek,
- color point conversion – konwersja 601 do 709 lub 709 do 601,
- color space conversion – konwersja przestrzeni barw (component do RGB / RGB do component),
- redukcja szumów typu mosquito,
- block noise reduction – redukcja szumów blokowych,
- detail enhancement – poprawa jakości szczegółów obrazu,
- edge enhancement – poprawa jakości reprezentacji krawędzi,
- motion compensation – kompensacja ruchu,
- wstępna i główna kalibracja (włączając niezależnie odcień/nasycenie/luminancję).

## Typy skalerów
Istnieją 2 typy skalerów:
- specjalizowane układy scalone,
- samodzielne jednostki funkcjonalne – całkowicie samodzielnie działające urządzenia, takie jak odtwarzacze DVD czy zewnętrzne przystawki typu Set-top box.

## Przykłady
Najbardziej znane na rynku układy scalone, które stosowano w urządzeniach w 2007 r.:
- Genesis Microchip – chipset FLI,
- Sigma Designs – chipset VXP,
- Integrated Device Technology – chipset HQV,
- Silicon Image – chipset VRS.